# جیانگکیاو، شانگ‌های
جیانگکیاو (به لاتین: Jiangqiao) یک شهرک در جمهوری خلق چین است که در ژیادینگ واقع شده‌است. جیانگکیاو ۷ متر بالاتر از سطح دریا واقع شده‌است.